# Silvan Kindle
Silvan Kindle (* 10. Juli 1936 in Triesen) ist ein ehemaliger liechtensteinischer Skirennläufer.

## Biografie
Kindle startete bei den Olympischen Winterspielen 1960 in Squaw Valley in allen drei Wettbewerben des  alpinen Skisports. Im Abfahrtsrennen belegte er den 49. und im Riesenslalom den 39. Rang. Im Slalom konnte er mit Rang 21 sein bestes Resultat verzeichnen.